# Alfa Romeo RM
El Alfa Romeo RM és un automòbil produït pel fabricant Itàlia Alfa Romeo entre 1923 i 1925, i va ser basat en el model RL. Aquest automòbil era un model més barat que el RL, i va ser presentat per primera vegada al Saló de l'Automòbil de París de 1923. Quan va finalitzar la producció en 1925, s'havien fabricat aproximadament 500 unitats.

## Mecànica
L'Alfa Romeo RM tenia un motor de 4 cilindres en línia amb bloc fet de ferro fos, que estava disponible amb cilindrades d'1,9 L i 2,0 L. Moltes peces usades en el motor del RM provenien del motor del RL. Tenia caixa de canvis manual de 4 velocitats.

## Versions
Van ser produïdes les tres versions següents d'aquest automòbil:
- RM Normale (normal) de 1923, amb motor de 1944 cc i 40 CV.
- RM Sport de 1924, amb un motor lleugerament més gran de 1996 cc i 44 CV.
- RM Unificato (unificat) de 1925, també amb 1996 cc, però amb la potència augmentada a 48 CV.

El RM Sport tenia una major relació de compressió, i el RM Unificato tenia una distància més llarga entre eixos. El RM Sport podia arribar a una velocitat màxima de 100 km / h.

## RM semioruga
L'any 1924 va ser construïda una rara versió semioruga sobre la base de l'Alfa Romeo RM. Aquesta versió semioruga tenia el motor de 4 cilindres en línia usat en les versions normals del RM, però modificat per funcionar amb lubricació per càrter sec. La llicència va ser concedida per Citroën (en l'època la marca francesa produïa el Kégresse, un tipus de vehicle semioruga). Se sap que encara hi ha una unitat del RM semioruga. «1924 Alfa Romeo RM Four Wheel Drive Winter Sports Half Track». Motorbase.com.

## Competició
L'Alfa Romeo RM va participar en la tercera Copa delle Alpi l'any 1923, en la qual va aconseguir la quarta posició en la categoria "dos litres", després d'una carrera de gairebé 3000 quilòmetres en sis etapes.